# My Pokémon Ranch
My Pokémon Ranch, conocido en Japón como Minna no Pokemon Bokujō (みんなのポケモン牧場?  lit. El Rancho Pokémon de Todos), es un videojuego Pokémon desarrollado para la Wii por Ambrella. My Pokémon Ranch salió a la venta a través del servicio de descarga de WiiWare el 25 de marzo de 2008 en Japón, en América el 9 de junio de 2008 y en Europa el 4 de julio de 2008 por 1000 Wii Points.
Este juego sólo funciona con las versiones Pokémon Diamante y Perla; la versión japonesa se actualizó más tarde para recibir Pokémon de Pokémon Platino. Pokémon Ranch no funciona con las versiones Pokémon HeartGold y SoulSilver.

## Visión general
My Pokémon Ranch es similar en concepto a Pokémon Box, y permite a los jugadores transferir hasta 1.500 de sus Pokémon (si tienen la actualización Platinum; sin ella el límite es de 1.000) de hasta ocho tarjetas de juego Pokémon Diamante y Perla Nintendo DS separadas, a un rancho dirigido por Hayley, un amigo de Bebe que maneja el sistema de PC boxeo en estas versiones. Aquí, pueden ver sus Pokémon renderizados en 3D, mientras usan sus Miis para interactuar con ellos.
Los jugadores no necesitan poseer Pokémon Diamante, Perla o Platino para jugar en My Pokémon Ranch. Los jugadores con o sin el juego de Nintendo DS  recibirán seis Pokémon principiantes y un nuevo Pokémon al comienzo de cada día. Además, cada día Hayley dará al jugador peticiones de ciertos Pokémon que no estén en el Pokédex del jugador para que se añadan al rancho, junto con instrucciones sobre dónde encontrarlos en Diamante, Perla y Platino. También se ha confirmado que los jugadores pueden obtener un Mew y un Phione especiales. Hayley también puede cambiar ciertos Pokémon que ya tiene en su poder. Con el tiempo, añadir más Pokémon al rancho desbloquea nuevas funciones del juego y amplía el rancho.
Similar a las acciones en la plaza del Canal Mii, los Pokémon de la estancia pueden realizar diferentes acciones ociosas, como hablar, jugar y dormir en los ranchos de otros jugadores. Los jugadores también pueden tomar instantáneas de sus Pokémon y enviarlas a amigos registrados en su Wii, así como descargar las fotos en un archivo. JPG a una tarjeta SD y transferirlas a tu ordenador o cámara. Un simple HUD muestra la capacidad de controlar la hora y el número de Pokémon del rancho. Aparte de almacenar los Pokémon recolectados en el rancho, los jugadores no pueden entrenar o subir de nivel en el rancho.

## Actualizaciones
El 18 de junio de 2008 se puso a disposición una actualización del juego. Otra actualización se publicó el 5 de noviembre de 2008 en Japón para garantizar la compatibilidad con Pokémon Platinum y para mejorar y añadir algunas funciones, como añadir 500 Pokémon más, con lo que la cantidad total de Pokémon ascendería a 1500.

### Los Pokémon
Y lo que es más importante, puesto que Pokémon Platinum introduce 7 nuevos Pokémon a la manera de las nuevas formas de Pokémon anteriores, y todos ellos pueden colocarse en Pokémon Ranch y mantener sus formas mientras permanecen en el rancho. Sin embargo, esto tendrá algún efecto en Pokémon Platinum.

### Shaymin
La forma alternativa de Shaymin se activa de manera diferente a la de Giratina. Si el jugador tiene la Gracidea en su juego, el Rancho lo reconocerá y desbloqueará la Gracidea como un nuevo juguete en el Rancho. Shaymin normalmente será Land Forme, sin embargo si el jugador recibe la Gracidea y Shaymin la toca, se transformará en su Sky Forme durante la visita al Rancho del jugador. Sin embargo, si el jugador saca a Shaymin del Rancho mientras está en su Sky Forme, volverá a Land Forme.

### Rotom
En Pokémon Platino, Rotom recibió cinco formas diferentes. Cada forma representa a Rotom que posee un aparato diferente. Mantendrán su forma cuando sean transferidos al rancho Pokémon.

### El Rancho
También se han producido varios cambios para el Rancho, sobre todo, un 26 º nivel del rancho se ha añadido, lo que le permite depositar un total de 1500 Pokémon en el Rancho. Esto no le da al jugador ninguna recompensa extra.

### Animaciones y Juguetes
También en el Rancho hay doce animaciones más que los Pokémon participarán si la pantalla se deja inactiva. Estas incluyen carreras acuáticas, torneos de lucha libre entre los Pokémon luchadores, peleas entre rivales de los Pokémon (como Zangoose vs. Seviper, Dialga vs. Palkia, Darkrai vs. Cresselia, etc.), y una animación de Rotom que utiliza todas sus formas.
También se han añadido 11 nuevos juguetes, entre ellos la ya mencionada Flor de Gracidea.

### Opciones de menú
Con esta actualización es posible cambiar la música de fondo por defecto.
Ahora es posible almacenar hasta 30 en el juego. Ahora también es posible copiar y borrar fotos a la tarjeta SD en bloque.

### Club Look-see
También se han producido algunos cambios con respecto a Club Look-see. Anteriormente, sólo podías visitar los ranchos de los miembros de la NPC cada vez que visitaban los tuyos y hacían una oferta para que fueras. Sin embargo, con la actualización Platinum de Pokémon, el jugador tiene ahora la opción de volver a visitar las estancias visitadas anteriormente. Esto agrega más jugabilidad a medida que puedes comprobar para ver sus Mii's y Ranchos específicos en cualquier momento.
El número de socios de Club Look-see también se ha incrementado de 37 a 40.

## Recepción
En general, el juego ha recibido críticas negativas, con una calificación agregada del 46 por ciento en GameRankings. IGN quedó decepcionado con el juego y le dio un 4/10, creyendo que los gráficos eran feos, citando modelos "absolutamente horribles" de Pokémon, y comparando la jugabilidad con un salvapantallas, afirmando que era una experiencia de "sit-n stare". Sin embargo, recibieron elogios por la conectividad de Nintendo DS. WiiWare World, que actualmente se conoce como Nintendo Life, también le dio un 4/10, calificándolo de "medio culos" y "obtuso", destacando especialmente la naturaleza defectuosa del sistema de almacenamiento Pokémon. Aunque creían que estaba "repleto" de potencial perdido, el juego seguía siendo ideal para los aficionados más jóvenes de los Pokémon. La revista oficial británica Nintendo Magazine otorgó al juego una puntuación inferior a la media del 48%, lo que dificulta la justificación del precio de 1000 Wii Points, y cree que el juego sólo atrae a los complementos Pokémon. Sin embargo, no todas las críticas fueron negativas; Nintendo Power le dio un "Recomendado" cuando lo revisaron.